# Ruy Fernández de Tovar
Rodrigo Fernández de Tovar (¿Burgos?, segunda mitad del siglo XIII - ¿Algeciras, Cádiz?, 1340), noble, hidalgo y cortesano castellano.
Aparece testificando en algunos documentos y en 1293 la Corona le otorgó una fuente de ingresos. En 1296 convenció al rebelde Juan Núñez II de Lara de que se apoderara del castillo de Amaya —durante la sublevación aristocrática de principios del reinado de Fernando IV— y al año siguiente participó en la conquista de Osma. 
Aprovechó la muerte de su señor para ascender socialmente. A comienzos del siglo XIV se encontraba en la nómina de nobles cortesanos, aunque Alfonso XI lo armó caballero de la Orden de la Banda recién en 1330, al igual que pasó con otros artistócratas.
Según parece, se radicó en Sevilla con su esposa Elvira Cabeza de Vaca y sus hijos Juan Fernández y Fernando Sánchez de Tovar. Murió en 1340, durante la batalla de Algeciras. 